# Eumerus figurans
Eumerus figurans là một loài ruồi trong họ Ruồi giả ong (Syrphidae). Loài này được Walker mô tả khoa học đầu tiên năm 1859. Eumerus figurans phân bố ở miền Australasia